# Уайтман, Артур
Артур Стронг Уайтман (30 марта 1922 – 13 января 2013) — американский физик, известен работами в области аксиоматической квантовой теории поля (аксиомы Уайтмана,теорема Уайтмана,функция Уайтмана) и математической физики.

## Биография
Артур Уайтман родился 30 марта 1922 г., в Рочестере, в Нью-Йорк. В 1942 году он окончил Йельский университет, получив степень бакалавра по физике. В 1949 году он окончил Принстонский университет, получив докторскую степень под руководством Джона Уилера.. В начале 1950-х годов он начал работать младшим преподавателем на физическом факультете Принстонского университета, а затем, в 1971 году, стал профессором математической физики имени Томаса Д. Джонса. В 1992 году он вышел на пенсию в качестве почётного профессора. В 1951–1952 и 1956–1957 годах он был приглашённым исследователем в Копенгагенском университете в Институте Нильса Бора. В 1957 году он работал в Парижском университете, а в 1963–1964 и 1968–1969 годах в Институте высших научных исследований. В период с 1977 по 1978 год он был приглашённым профессором в École Polytechnique в Париже и в 1982 году в Аделаидском университете.

## Научная карьера
Артур Уайтман начал научную деятельность совместно с сотрудниками математического факультета Принстонского университета уже во время учёбы на степень бакалавра. Вместе с математиком Джоном Тейтом Уайтман занимался работой над теориями представлений групп Лоренца и Пуанкаре.
В 1950-х годах он представил свои аксиомы Уайтмана в качестве математической основы аксиоматической квантовой теории поля. Квантовые поля рассматриваются как операторнозначные обобщённые функции в пространстве-времени. Вместе с Юджином Вигнером и Джан-Карло Виком он ввёл правила суперотбора и изучал представления коммутатативных и антикоммутативных алгебр с математиком Ларсом Гордингом.

## Премии и награды
В 1969 году Артур Уайтман был удостоен Премии Дэнни Хайнемана по математической физике за создание и вклад в развитие аксиоматической квантовой теории поля. и в 1997 году Премия Анри Пуанкаре Международной ассоциации математической физики за его центральную роль в создании общей теории квантовых полей.

## Избранные статьи
- Streater, Raymond F. PCT, spin and statistics, and all that / Raymond F. Streater, Arthur S. Wightman. — 1989. — ISBN 978-0691070629.
- Р. Ф. Стритер, А. С. Вайтман РСТ, спин и статистика и все такое — Пер. с англ. Б. М. Степанова и А. Д. Суханова; Под ред. М. К. Поливанова. — М.:Наука, 1966. — 251 с.
- Вайтман, А. С. Проблемы в релятивистской динамике квантованных полей — Перевод с англ. А. Д. Суханова; Под ред. Б. В. Медведева. — М.:Наука, 1968. — 184 с.
- Wightman, Arthur S. (1956). Quantum Field Theory in Terms of Vacuum Expectation Values. Physical Review. 101 (2): 860–866. Bibcode:1956PhRv..101..860W. doi:10.1103/PhysRev.101.860.
- Wightman, Arthur S.; Gårding, Lars (1965). Fields as operator-valued distributions in relativistic quantum theory. Arkiv för Fysik. 28.
- Wightman, Arthur S. (1969). What is the point of so-called axiomatic field theory?. Physics Today. 22 (9): 53–58. Bibcode:1969PhT....22i..53W. doi:10.1063/1.3035782.
- Wightman, Arthur S. Introduction to some aspects of the relativistic dynamics of quantized fields, Cargese Lectures in Theoretical Physics. — Gordon and Breach Science Publishers, 1967.
- Wightman, Arthur S. Should We Believe in Quantum Field Theory? // 15th Erice School of Subnuclear Physics: The Why's of Subnuclear Physics. — 1977. — P. 983–1025.
- Wick, Gian Carlo; Wightman, Arthur S.; Wigner, Eugene P. (1952). The intrinsic parity of elementary particles. Physical Review. 88 (1): 101–105. Bibcode:1952PhRv...88..101W. doi:10.1103/PhysRev.88.101.
- Wightman, Arthur S. (1981). Looking back at quantum field theory. Physica Scripta. 24 (5): 813–816. doi:10.1088/0031-8949/24/5/001.
- Jaffe, Arthur; Wightman, Arthur S.; Jost, Res (1990). For Res Jost, and To Arthur Wightman. Communications in Mathematical Physics. 132 (1): 1–4. doi:10.1007/BF02277996.
- Wightman, Arthur S. (1989). The theory of quantized fields in the 50s. Pions to Quarks: Particle Physics in the 50s. 50: 255–261.

## Дальнейшее чтение
- Simon, Barry, ed. (March 2015). In Memory of Arthur Strong Wightman (PDF). Notices of the AMS. 62 (3): 249–257. doi:10.1090/noti1219.
- Kelly, Morgan. Esteemed Princeton mathematical physicist and mentor Arthur Wightman dies. Princeton University (30 января 2013). Дата обращения: 10 марта 2021.
- Nelson, Edward; Lieb, Elliott; Aizenman, Michael. Arthur Strong Wightman 1922-2013. Princeton University. Дата обращения: 9 марта 2021.
- Jaffe, Arthur; Simon, Barry (January 2013). Arthur Strong Wightman (1922–2013) (PDF). News Bulletin, International Association of Mathematical Physics: 34–36.

## Внешние ссылки
- Arthur Wightman (англ.) в проекте «Математическая генеалогия».
- Уайтман, Артур в Немецкой национальной библиотеке..
- Шаблон:ZbMATH.
- Streater, Ray. Remarks with photo. mth.kcl.ac.uk. Архивировано 19 августа 2003 года.
- Streater, Ray. Table of contents, Streater, Wightman PCT, Spin, Statistics and all that. mth.kcl.ac.uk. Архивировано 16 июля 2012 года.
- Biography from the APS. aip.org. Архивировано 22 декабря 2015 года.
- Wightman's Henri Poincaré Prize citation. International Association of Mathematical Physics. Дата обращения: 9 марта 2021.